# Glaciation de Riss
Pour les articles homonymes, voir Riss (homonymie).
Interglaciaire Mindel-Riss Interglaciaire Riss-Würm

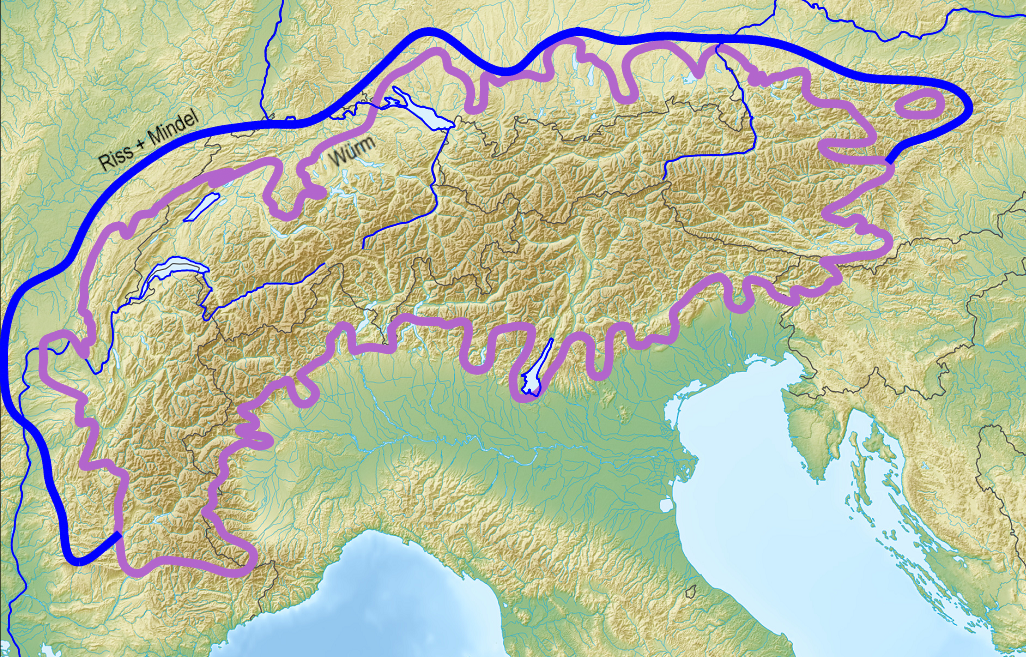
Extension maximale de la glaciation de Riss (en bleu) dans les Alpes ; violet : Würm.

La glaciation de Riss est l'avant-dernier grand âge glaciaire de la période du Quaternaire dans les Alpes, selon la chronologie traditionnelle basée sur la stratigraphie. Elle s'est étendue entre 300 000 (ou 374 000) et 130 000 ans environ et a été nommée d'après la rivière Riß, dans le sud de l'Allemagne. Elle correspond aux stades isotopiques 6 à 8 (ou 6 à 10) et est contemporaine des glaciations du Saalien pour la Baltique et de l'Illinoien pour l'Amérique du Nord.
À cette époque, l'Afrique est peuplée par Homo sapiens, l'Europe par l'Homme de Néandertal, et l'Asie orientale par l'Homme de Denisova.
Mal défini sur le plan chronologique et regroupant plusieurs phases de poussées et de recul des glaces, le terme de glaciation de Riss tend actuellement à être remplacé par les notations de chronologie isotopique ou par des datations absolues.
Le Riss suit l'interglaciaire Mindel-Riss et précède l'interglaciaire Riss-Würm et la glaciation de Würm. Il a atteint son extension maximale peu avant qu'il se termine, après avoir connu un interglaciaire entre 243 000 ans et 191 000 ans, entrecoupé d'une rechute des températures vers 225 000 ans. Dans la région de Berne, le premier interstade permet notamment le développement de l'épicéa, le deuxième du bouleau et du mélèze.

## Historique

Évolution des températures, du CO_{2} et des poussières pendant les 450000 dernières années (données recueillies à Vostok dans l'Antarctique)

La glaciation de Riss doit son nom à Albrecht Penck et Eduard Brückner, qui ont décrit les périodes glaciaires dans leur livre Die Alpen im Eiszeitalter (Les Alpes à l'âge de glace) entre 1901 et 1909. Pour ce faire, ils ont analysé l'étagement des terrasses alluviales des affluents du Danube et ont décrit le stratotype pour chaque étage. Pour le Riss, la localité type est Biberach an der Riß où se trouvent les vieilles moraines du glacier du Rhin. Ce paysage caractéristique permet de retrouver les traces des glaciers. En général, les moraines externes sont attribuées au Riss tandis que les moraines internes appartiennent au Würm. Comme la glaciation du Riss a été plus étendue que celle du Würm, ses traces sont plus facilement observables dans les régions qui n'ont été englacées que lors du Riss (par exemple, la Dombes) tandis que dans les régions plus internes, elles ont été effacées par les glaciations ultérieures. 
Toutefois, certains auteurs estiment que son avancée est restée limitée dans l'avant-pays bernois et que c'est au stade isotopique 18, il y a 780 000 ans, que le glacier du Rhône a connu sa dernière avancée majeure capable de surpasser celle du Würm.
| Subdivisions lithostratigraphiques | Équivalent alpin               | Équivalent nordique        | Climat | Chronologie isotopique | Biozone des mammifères, |
| Tubantien                          | Würmien                        | Vistulien                  | Froid  | SIO 4-2 ou SIO 5d-2    | MNQ 26                  |
| Éémien                             | Interglaciaire Riss-Würm       | Éémien                     | Chaud  | SIO 5e                 | MNQ 25                  |
| Drenthien                          | Glaciation de Riss             | Saalien                    | Froid  | SIO 10-6 ou SIO 8-6    | MNQ 22-24               |
| Needien                            | Interglaciaire Mindel-Riss     | Holsteinien                | Chaud  | SIO 11                 | MNQ 22                  |
| Taxandrien                         | Glaciation de Mindel           | Elstérien (ou « Günz II ») | Froid  | SIO 10 ou SIO 12       | MNQ 22                  |
| Cromérien                          | Interglaciaire de Günz I et II | Cromérien                  | Chaud  | SIO 22-13              | MNQ 21                  |
| Ménapien                           | Glaciation de Günz             | Ménapien et Bavélien       | Froid  | SIO 20-16 ou SIO 31-23 | MNQ 20                  |
| Waalien                            | Interglaciaire Donau-Günz      | Waalien                    | Chaud  |                        | MNQ 19                  |
| -                                  | Glaciation de Donau            | Éburonien                  | Froid  | SIO 28-26              |                         |
| Tiglien                            | Interglaciaire Biber-Donau     | Tiglien                    | Chaud  |                        |                         |
| Amstélien (nl)                     | Glaciation de Biber            | Prétiglien                 | Froid  | SIO 68-66 ou SIO 50-40 | MNQ 18                  |
| ---------------------------------- | ------------------------------ | -------------------------- | ------ | ---------------------- | ----------------------- |

## Description

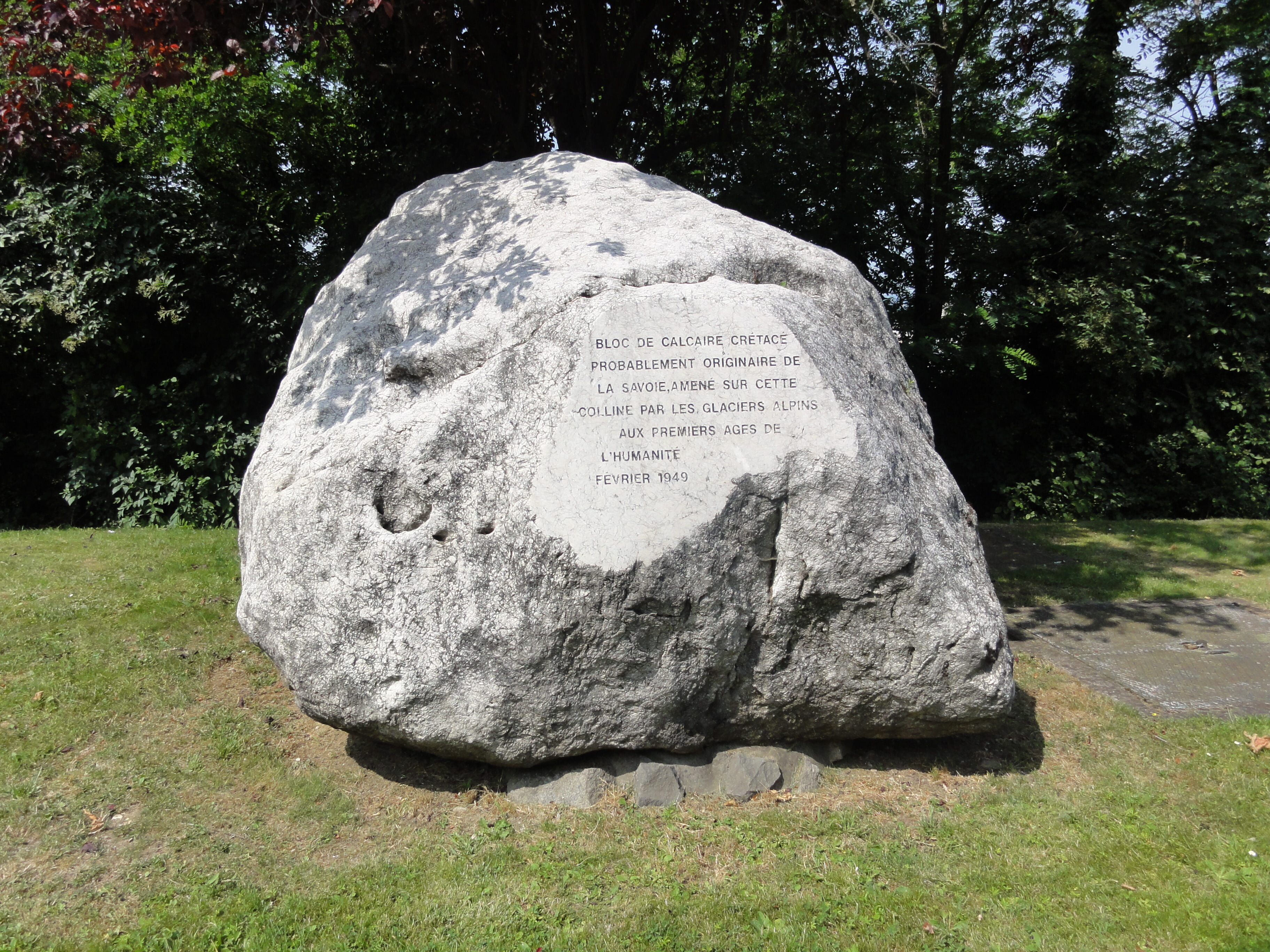
Bloc erratique de Saint-Fons près de Lyon.

Lors de leur plus grande extension, les glaciers alpins ont créé un vaste inlandsis avec une couche de glace dépassant les 1 000 m d'épaisseur dans les vallées.  
Le glacier du Rhône, renforcé par ses affluents, recouvrait tout le Valais et se séparait en deux lobes au niveau du lac Léman en venant buter contre le Jura et sa calotte. L'un d'eux recouvrait le plateau suisse et s'unissait aux glaciers de l'Aar et du Rhin, l'autre descendait jusqu'à Lyon, gonflé par les glaces des montagnes de Savoie, et bloquait le cours de la Saône  causant la formation d'un immense lac qui remontait jusqu'à Dijon. De son côté, le glacier du Rhin rejoignait la calotte de la Forêt-Noire et poussait jusqu'à la vallée du Danube qu'il bloquait au niveau de Sigmaringen créant un lac qui se déversait dans le Neckar. Les glaciers de l'Inn et de l'Adige (350 km de long) avaient aussi une taille importante.
L'étage des neiges éternelles commençait alors vers 1 200 mètres d'altitude dans les Alpes occidentales et 800 m dans les Vosges et la Forêt Noire. Les températures étaient nettement plus basses avec une continentalité plus marquée. Dans la région de Zurich, la température moyenne de l'été n'était que de 9 °C, et celle de l'hiver de -21 °C.